# Keram Malicki-Sánchez
Keram Malicki-Sánchez (* 14. Mai 1974 in Toronto, Kanada) ist ein kanadischer Schauspieler.
Malicki-Sánchez wurde im kanadischen Toronto als Sohn eines polnischen Vaters und einer ecuadorianischen Mutter geboren. Sein Vorname ist der polnische Name Marek rückwärts geschrieben. Schon als Kind trat er in verschiedenen Theatervorführungen auf. Mit elf Jahren hatte er seine erste Rolle in der Fernsehserie Faerie Tale Theatre, die in den USA und den Niederlanden ausgestrahlt wurde. Seitdem hatte er zahlreiche Rollen in Film- und Serienproduktionen. Er ist außerdem als Sänger und Songwriter tätig. Seit 2010 ist er Produzent und Regisseur von Kurzfilmen, für die er zum Teil auch die Drehbücher schreibt.

## Filmografie (Auswahl)
- 1993–1996: Amanda und Betsy
- 1994: No Contest
- 1998: American History X
- 1999: Buffy – Im Bann der Dämonen
- 1999: Emergency Room – Die Notaufnahme
- 2001: Happy Campers
- 2001: Verrückt/Schön
- 2001: 24
- 2002: John Q – Verzweifelte Wut
- 2002: Global Heresy
- 2003: The Guardian – Retter mit Herz
- 2004: CSI: Den Tätern auf der Spur
- 2004: Die Ex-Freundinnen meines Freundes
- 2005: Without a Trace – Spurlos verschwunden
- 2005: Wedding Bells
- 2005: Cake
- 2006: The L Word – Wenn Frauen Frauen lieben
- 2007: Sex and Death 101
- 2007: Saving Grace
- 2008: Punisher: War Zone
- 2012: The Mentalist
- 2012: True Blood
- 2013: Texas Chainsaw 3D